# UIP - International Union of Wagon Keepers
Die UIP - International Union of Wagon Keepers ist ein Dachverband von Güterwagenhalterverbänden aus mehreren Staaten Europas. Der Verband mit der Rechtsform internationale Vereinigung ohne Gewinnerzielungsabsicht hat seinen Sitz in Brüssel.

## Geschichte
Die Organisation wurde am 17. April 1950 von den Privatgüterwagenverbänden aus Deutschland, Österreich, Schweiz, Belgien, Niederlanden, Frankreich, Italien gegründet. 1953 trat der schwedische Verband, 1958 Marokko (bis 1981), 1960 Spanien und 1966 Großbritannien bei. Der Verband betreibt Lobbyarbeit für seine Mitglieder, in diesem Zusammenhang ist er seit 2012 im Transparenzregister des Europäischen Parlaments sowie seit 2022 im Lobbyregister des Deutschen Bundestags registriert. Derzeitiger Generalsekretär ist Gilles Peterhans, er trat 2013 die Nachfolge von Holger Segerer an.
Die Abkürzung UIP stammt aus historischen Bezeichnungen (französisch Union Internationale des Wagons Privés bzw. deutsch Internationale Privatgüterwagen-Union).

## Mitglieder
- Belgien/Luxemburg: Belgian Wagon Association (BeWag) mit 26 Mitgliedern und rund 2.500 Güterwagen
- Deutschland: Verband der Güterwagenhalter in Deutschland e. V. (VPI) mit 222 Mitgliedern und rund 74.000 Güterwagen
- Österreich: Verband der Privatgüterwagen-Interessenten (VPI) mit  rund 13.000 Güterwagen
- Frankreich: Association Française des Wagons de Particuliers (AFWP) mit  rund 45.600 Güterwagen
- Großbritannien: Private Wagon Federation (PWF) mit  rund 3.600 Güterwagen
- Italien: Associazione Operatori Ferroviari e Intermodali (ASSOFERR) mit  rund 2.000 Güterwagen
- Niederlande: Nederlandse Vereniging Particuliere Goederenwagens (NVPG) mit  rund 1.400 Güterwagen
- Polen: Stowarzyszenie Wagony Prywatne (SWP) mit  rund 3.700 Güterwagen
- Schweden/Norwegen: Svenska Privatvagnföreningen (SPF) mit  rund 2.600 Güterwagen
- Schweiz: Verlader Anschlussgleise Privatgüterwagen (VAP) mit  rund 28.700 Güterwagen
- Slowakei: Zdruzeníe vlastníkov a prevádzkovateIov súkromných koIajových vozidiel (ZVKV) mit  rund 4.300 Güterwagen
- Spanien: Asociación de Propietarios y Operadores de Vagones de España (FAPROVE) mit  rund 4.700 Güterwagen
- Tschechien: Sdružení držitelú a provozovatelú železniúních vozú (SPV) mit  rund 5.500 Güterwagen
- Ungarn: Magyar Vasúti Magánkocsi Szövetség (MVMSZ) mit  rund 1.500 Güterwagen